# Potentilla tschukotica
Potentilla tschukotica är en rosväxtart som beskrevs av B.A. Jurtzev och V.V. Petrovsky. Potentilla tschukotica ingår i Fingerörtssläktet som ingår i familjen rosväxter. Inga underarter finns listade i Catalogue of Life.